# Camponotus christopherseni
Camponotus christopherseni är en myrart som beskrevs av Auguste-Henri Forel 1912. Camponotus christopherseni ingår i släktet hästmyror, och familjen myror. Inga underarter finns listade.